# Bern ist überall

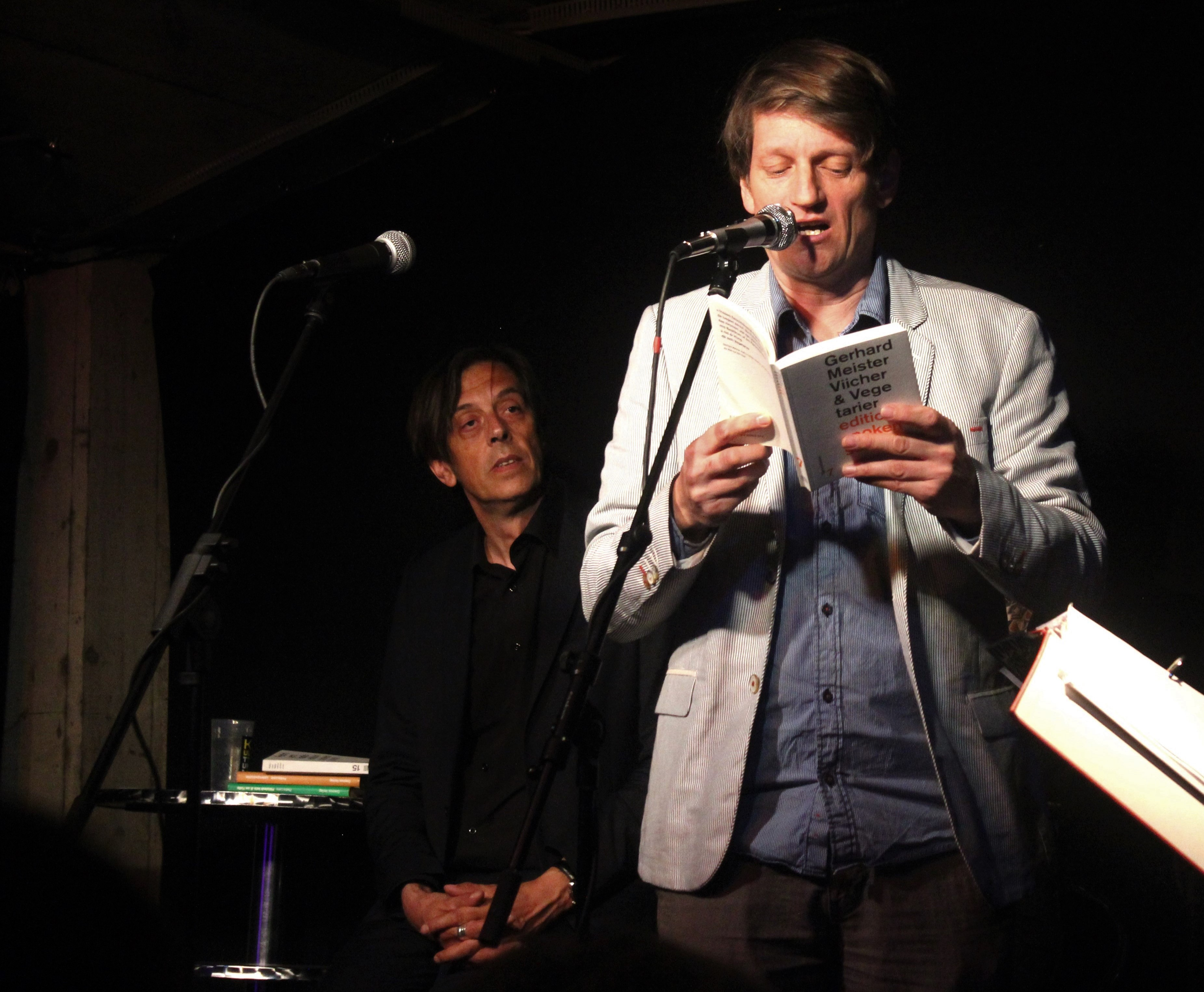
Gerhard Meister lesend, neben ihm Pedro Lenz.

Bern ist überall ist eine Schweizer Autorengruppe, die sich 2003 gegründet hat. Sie umfasst 14 Mitglieder aus verschiedenen schweizerischen Sprachregionen.

## Name und Auftritte
Der Name Bern ist überall ist Programm; die Gruppe propagiert in ihrem Manifest die Auffassung, dass alle Sprachen der Welt gleichwertig sind:

«Wir stellen ÜBERALL den geschriebenen Sprachen gleich. Es gibt keine hohen und niederen Sprachen (…) Wir fordern die Gleichstellung aller Sprachen. Wir fordern die Förderung des ÜBERALL auf allen Ebenen.»

Die Gruppe absolviert an die dreissig Auftritte pro Jahr, bei denen in der Regel drei Lesende und eine Musikerin oder ein Musiker teilnehmen. Die Auswahl und Zusammenstellung der Texte wird bei jedem Auftritt neu festgelegt. Die zentralen Kennzeichen der Gruppe sind Mündlichkeit und Mundart. Bern ist überall ist ein Hauptakteur der schweizerischen Spoken-Word-Bewegung.
Die Autorengruppe hat mehrere Audio-CDs veröffentlicht. Sie ist als Verein organisiert.

## Mitglieder

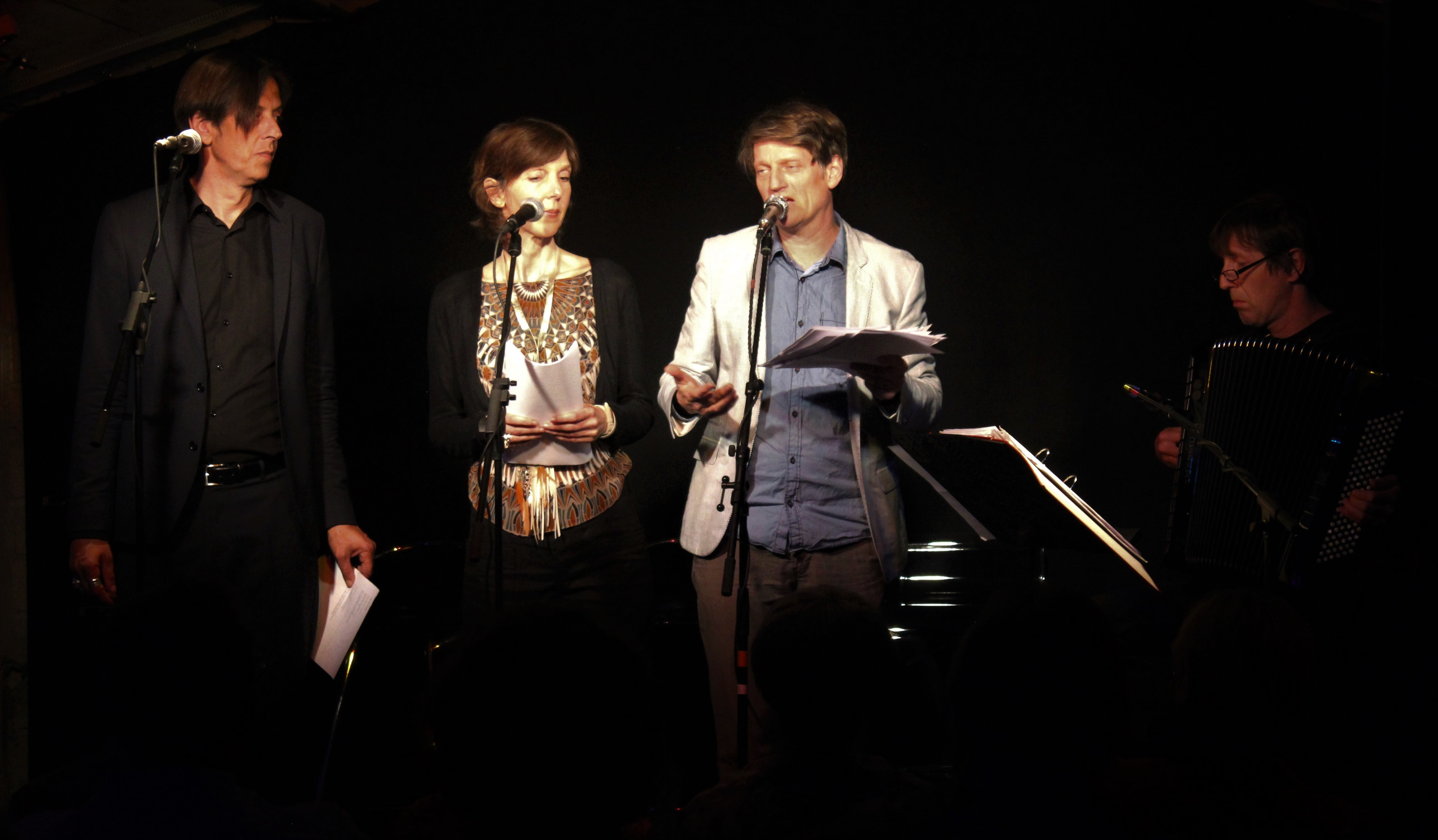
Pedro Lenz, Laurence Boissier, Gerhard Meister und Adi Blum (2015)

| - Adi Blum (seit 2003) - Guy Krneta (seit 2003) - Pedro Lenz (seit 2003) - Beat Sterchi (seit 2003) - Gerhard Meister (seit 2003) - Michael Stauffer (2004–2016) - Michael Pfeuti (2006–2022) - Maru Rieben (seit 2007) | - Antoine Jaccoud - Noëlle Revaz (2008–2016) - Ariane von Graffenried (seit 2009) - Arno Camenisch (bis 2016) - Christian Brantschen (seit 2010) - Laurence Boissier (seit 2011) - Stefanie Grob (2004–2007) - Daniel de Roulet (2008–2011) |

## Auszeichnungen
- 2006 Preis der Bürgi-Willert-Stiftung, erhalten von Kurt Marti
- 2010 Sonderpreis der Stiftung zur Förderung der Bernischen Mundartdramatik
- 2011 Literaturpreis des Kantons Bern fürs Gesamtschaffen
- 2013 Gottfried-Keller-Preis
- 2015 Kulturpreis der Berner Burgergemeinde

## Veröffentlichungen
- Manifest, (liegt der Audio-CD Im Kairo bei)
- Im Kairo. Audio-CD. Verlag Der gesunde Menschenversand. Luzern 2006
- Partout. Audio-CD. Verlag Der gesunde Menschenversand. Luzern 2008
- Verruckti Tier. Audio-CD. Verlag Der gesunde Menschenversand. Luzern 2010
- Verbarium. Audio-CD. Verlag Der gesunde Menschenversand. Luzern 2010
- Ir Chuchi. Audio-CD. Verlag Der gesunde Menschenversand. Luzern 2013
- Renens (VD). Audio-CD. Verlag Der gesunde Menschenversand. Luzern 2015